# Kiba (serie animata)
Kiba (牙-KIBA-?), è un anime della Madhouse, iniziato su TV Tokyo da aprile 2006. La serie è stata diretta da Hiroshi Kōjina ed è ispirata ad un famoso gioco di carte da tavolo. La serie è stata distribuita in Italia in DVD da Kazé, sprovvisto di doppiaggio italiano, ma solo con i sottotitoli.

## Trama
Il protagonista di Kiba è Zed, un ragazzo di 15 anni che vive in un luogo chiamato "Calm". Stanco della sua vita, piena di monotonia cerca luoghi più caotici, vivi. Un giorno su invito di un misterioso vento Zed si ritrova davanti ad un portale dimensionale e pensando che tutte le risposte che cercava siano dietro quella porta, l'attraversa. Qui si ritrova in diversi mondi fantastici dove si possono utilizzare delle magie e degli spiriti magici in battaglia. L'anime prosegue con l'intento del protagonista di impedire la unione dei sei spiriti chiave che insieme diventano il creatore che può distruggere o creare i mondi.

## Personaggi
Zed  (ゼッド?, Zeddo)
Zed è il protagonista, un ragazzo di 15 anni che cerca il divertimento nella vita, verrà soddisfatto arrivando in un luogo pieno di magia dove comanderà degli spiriti.
Noa (ノア?, Noa)
Noa Boalia è un amico di Zed e proviene dallo stesso luogo di origine, egli viene teletrasportato in una zona militare della nuova dimensione chiamata Neotopia.
Roya (ロイア?, Roia)
Roya è una ragazza di 16 anni che vive in Templer. Lei è la discepola del vecchio saggio Jiko, che l'aveva salvata anni prima da Tusk. Con il suo passato misterioso diventerà un'altra grande amica di Zed.
Jiko (ジーコ?, Jīko)
Jiko è un anziando di quasi 80 anni, uno dei 6 saggi di Templer.

## Luoghi
- Calm: La città dove viveva Zed, un luogo pacifico e claustrofobico, dove si ignora l'esistenza di altri paesi e tecniche magiche.
- Templer: Una terra dove viene rappresentata da armonia e umanità, è il primo luogo dove Zed viene teletrasportato.
- Neotopia: uno stato autoritario e militare.
- Kalbu-fu: Un piccolo territorio dove le persone vengono perseguitate da Zymot.
- The Seekers: Una fortezza volante, belle varie battaglie è sempre considerato un luogo dove nascondersi per essere al sicuro.
- Task:
- Ulbacus: In origine luogo di esilio dei Neotopiani rei di aver violato la legge. Gli abitanti, nella lotta per la sopravvivenza in questa terra inospitale, hanno sviluppato un'avanzata tecnologia, ora vogliono utilizzarla per distruggere l'odiato regno di Neotopia.
- Zymot: Il luogo dove vive il re Bakkam, in seguito detronizzato da Hugh. Molti componenti della famiglia reale vengono uccisi.[1]

## Colonna sonora
Tema di apertura
- "Sanctuary", testo di mavie e ats, musica e arrangiamento di ats, cantata da Nami Tamaki
- "Hakanaku Tsuyoku", testo di Ben Wada, musica e arrangiamento di Ryo Eguchi, cantata da Younha

Tema di chiusura
- "Very Very" testo di Gen Gen, arrangiamento di Afromania, cantata da Afromania (ep. 1-13)
- "Solar Wind" arrangiamento di Snowkel e tasuku, cantata da Snowkel (ep. 14-26)
- "STAY GOLD" testo di Limelight, cantata da Limelight (ep. 27-39)
- "Sekai no hate made" arrangiamento di Tomi Yo, cantata da Kozue Takada (ep. 40-51)

## Episodi
| Nº | Giapponese 「Kanji」 - Rōmaji                       | In onda           | In onda |
| Nº | Giapponese 「Kanji」 - Rōmaji                       | Giapponese        |         |
| 1  | 「運命の風」 - Unmei no kaze                        | 2 aprile 2006     |         |
| 2  | 「新しい世界」 - Atarashii sekai                    | 9 aprile 2006     |         |
| 3  | 「力を持つ者たち」 - Chikara o motsu monotachi      | 16 aprile 2006    |         |
| 4  | 「風の決意」 - Kaze no ketsui                       | 23 aprile 2006    |         |
| 5  | 「戒律の国」 - Kairitsu no kuni                     | 30 aprile 2006    |         |
| 6  | 「早すぎた結末」 - Hayasugita ketsumatsu            | 7 maggio 2006     |         |
| 7  | 「目覚めた思い」 - Mezameta Omoi                    | 14 maggio 2006    |         |
| 8  | 「裏切りの行方」 - Uragiri no Yukue                 | 21 maggio 2006    |         |
| 9  | 「戦いのあと」 - Tatakai no ato                     | 28 maggio 2006    |         |
| 10 | 「孤独な王女」 - Kodokuna Ōjo                       | 4 giugno 2006     |         |
| 11 | 「陰謀の予感」 - Inbō no Yokan                      | 11 giugno 2006    |         |
| 12 | 「真実への前進」 - Shinjitsu e no zenshin           | 18 giugno 2006    |         |
| 13 | 「疾走する力」 - Shissō suru chikara                | 25 giugno 2006    |         |
| 14 | 「力の誘惑」 - Chikara no yūwaku                    | 2 luglio 2006     |         |
| 15 | 「小さな宝物」 - Chiisana takaramono                | 9 luglio 2006     |         |
| 16 | 「悲劇の民」 - Higeki no tami                       | 16 luglio 2006    |         |
| 17 | 「届かぬ思い」 - Todokanu omoi                      | 23 luglio 2006    |         |
| 18 | 「消えない祈り」 - Kienai inori                     | 30 luglio 2006    |         |
| 19 | 「暗黒の地」 - Ankoku no chi                        | 6 agosto 2006     |         |
| 20 | 「再会」 - Saikai                                   | 13 agosto 2006    |         |
| 21 | 「拭えぬ思い」 - Nuguenu omoi                       | 20 agosto 2006    |         |
| 22 | 「記憶の迷路」 - Kioku no meiro                     | 27 agosto 2006    |         |
| 23 | 「絆」 - Kizuna                                     | 3 settembre 2006  |         |
| 24 | 「幸せの黄色いシャドー」 - Shiawase no kiiro SHADOW | 10 settembre 2006 |         |
| 25 | 「戦いの序奏」 - Tatakai no josō                    | 17 settembre 2006 |         |
| 26 | 「孤独な記憶」 - Kodoku na kioku                    | 24 settembre 2006 |         |
| 27 | 「戦士たち」 - Senshitachi                          | 1º ottobre 2006   |         |
| 28 | 「存在の証」 - Sonzai no Akashi                     | 8 ottobre 2006    |         |
| 29 | 「すれ違う友情」 - Surechigau Yujyō                 | 15 ottobre 2006   |         |
| 30 | 「対決」 - Taiketsu                                 | 22 ottobre 2006   |         |
| 31 | 「野望の代償」 - Yabō no Daishyō                    | 29 ottobre 2006   |         |
| 32 | 「国家の思惑」 - Kokka no Omowaku                   | 5 novembre 2006   |         |
| 33 | 「矢われた輝き」 - Ushinawareta Kagayaki            | 12 novembre 2006  |         |
| 34 | 「巻き起こる戦火」 - Makiokoru Senka                | 19 novembre 2006  |         |
| 35 | 「生贄となる者」 - Ikenie to Narumono               | 26 novembre 2006  |         |
| 36 | 「よみがえる翼」 - Yomigaeru Tsubasa                | 3 dicembre 2006   |         |
| 37 | 「首都陥落」 - Shuto Kanraku                        | 10 dicembre 2006  |         |
| 38 | 「終わりなき戦い」 - Owarinaki Tatakai              | 17 dicembre 2006  |         |
| 39 | 「開眼」 - Kaigan                                   | 24 dicembre 2006  |         |
| 40 | 「狙われた力」 - Nerareta Chikara                   | 7 gennaio 2007    |         |
| 41 | 「囚われた思い」 - Torawareta Omoi                  | 14 gennaio 2007   |         |
| 42 | 「小さな救世主」 - Chiisana Kyūseishu               | 21 gennaio 2007   |         |
| 43 | 「明かされた真実」 - Akasareta Shinjitsu            | 28 gennaio 2007   |         |
| 44 | 「解けない呪縛」 - Tokenai Jubaku                   | 4 febbraio 2007   |         |
| 45 | 「篭城の少女」 - Rōjō no Shōjo                      | 11 febbraio 2007  |         |
| 46 | 「決断の地へ」 - Ketsudan no Chi he                 | 18 febbraio 2007  |         |
| 47 | 「迷える救世主」 - Mayoeru Kyūseishu                | 25 febbraio 2007  |         |
| 48 | 「降臨」 - Kōrin                                    | 4 marzo 2007      |         |
| 49 | 「母と子」 - Haha to Ko                             | 11 marzo 2007     |         |
| 50 | 「永遠の絆」 - Eien no Kizuna                       | 18 marzo 2007     |         |
| 51 | 「風吹く場所へ」 - Kaze Fuku Basho he               | 25 marzo 2007     |         |